# Agnese Possamai
Agnese Possamai, italijanska atletinja, * 17. januar 1953, Lentiai, Italija.
Nastopila je na poletnih olimpijskih igrah v letih 1980 in 1984, ko je osvojila deseto mesto v teku na 3000 m. Na svetovnih dvoranskih prvenstvih je v isti disciplini osvojila srebrno medaljo leta 1985, na evropskih dvoranskih prvenstvih pa dve zlati in srebrno medaljo v teku na 3000 m ter zlato medaljo v teku na 1500 m.